# Charnoz-sur-Ain
Charnoz-sur-Ain ist eine französische Gemeinde mit 925 Einwohnern (Stand: 1. Januar 2022) im Département Ain der Region Auvergne-Rhône-Alpes. Sie gehört zum Arrondissement Belley und zum Kanton Lagnieu. Die Einwohner werden Charnoziens genannt.

## Geografie
Die Gemeinde Charnoz-sur-Ain liegt am Ain, etwa 32 Kilometer ostnordöstlich von Lyon. Umgeben wird Charnoz-sur-Ain von den Nachbargemeinden Meximieux im Nordwesten und Norden, Chazey-sur-Ain im Osten, Blyes im Südosten, Saint-Jean-de-Niost im Süden sowie Pérouges im Westen.

## Bevölkerungsentwicklung
| Jahr                       | 1962 | 1968 | 1975 | 1982 | 1990 | 1999 | 2006 | 2013 | 2020 |
| Einwohner                  | 103  | 141  | 155  | 267  | 416  | 810  | 889  | 915  | 902  |
| Quellen: Cassini und INSEE |      |      |      |      |      |      |      |      |      |

## Sehenswürdigkeiten
- Kirche Notre-Dame-de-l'Assomption, seit 1925 Monument historique
- Schloss Messimy

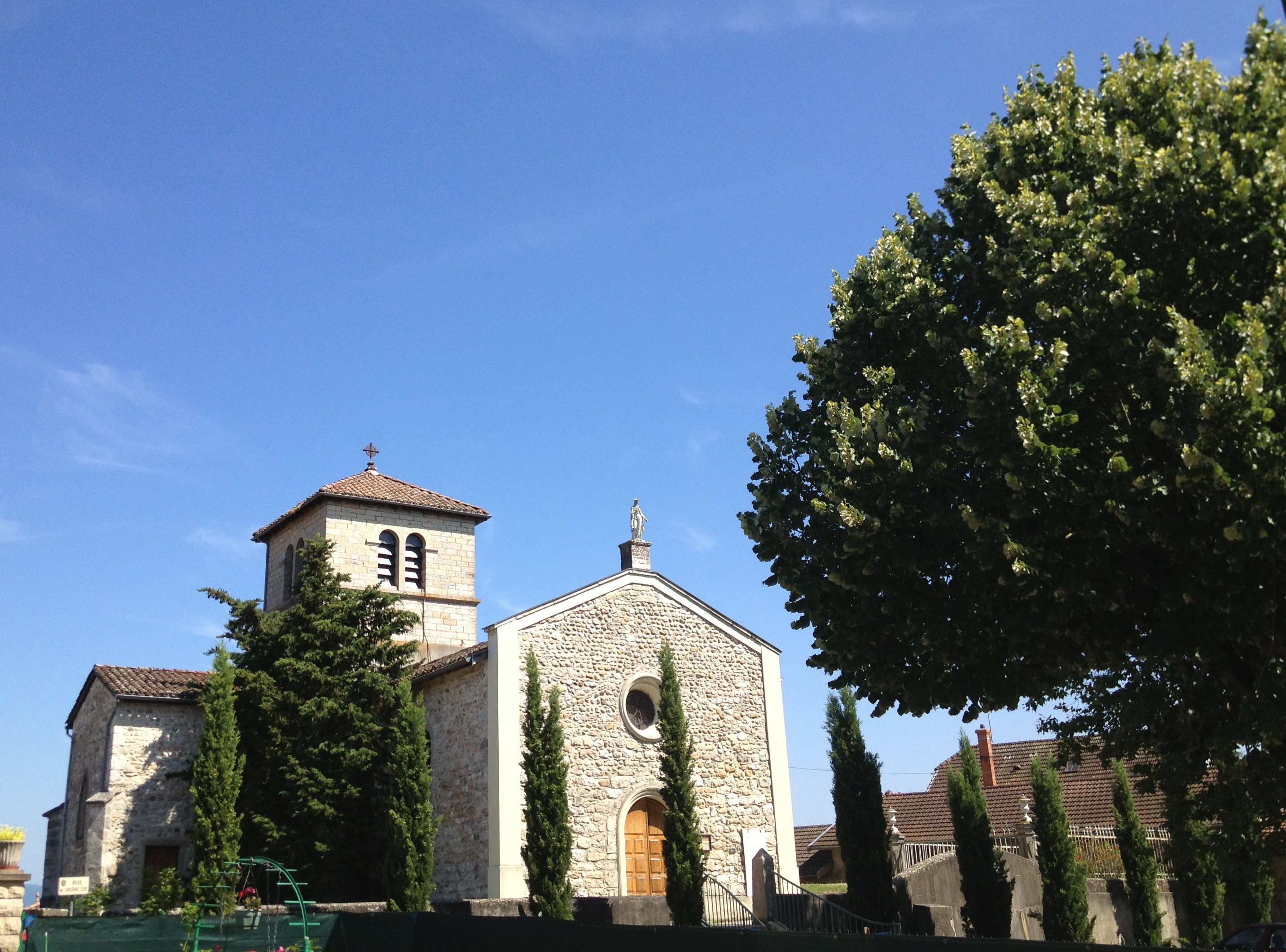
Kirche Notre-Dame-de-l'Assomption
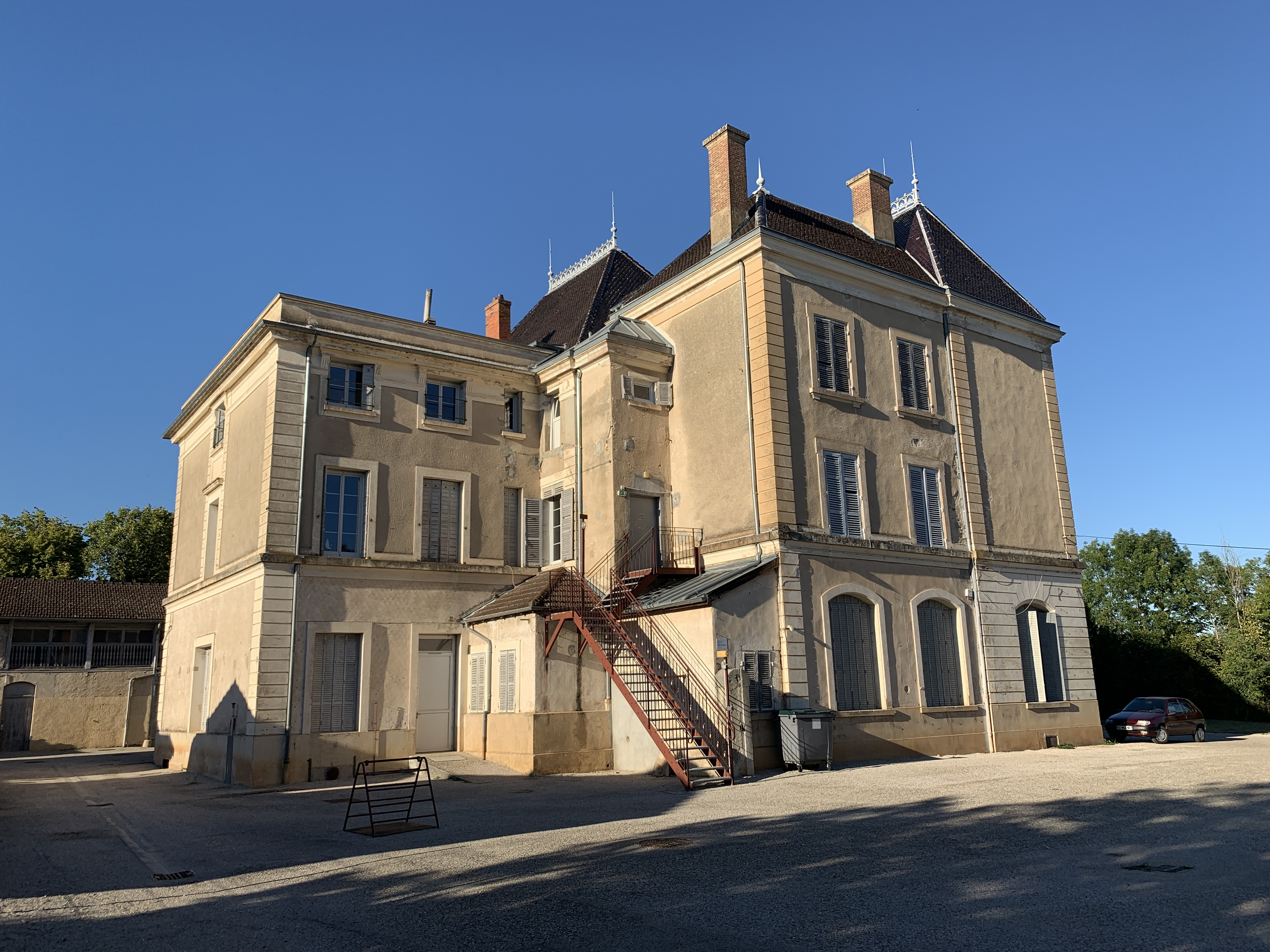
Schloss Messimy
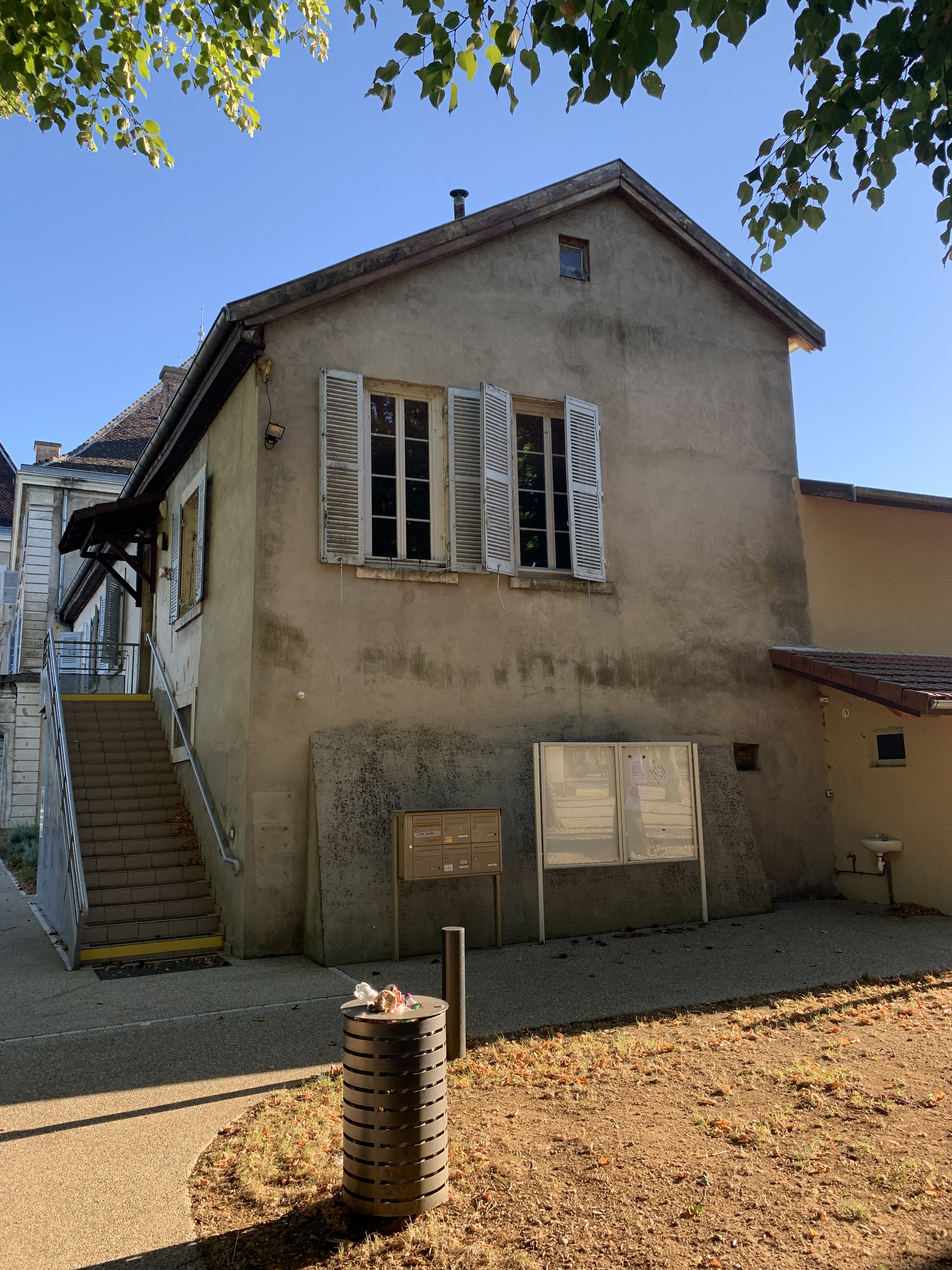
Rathaus
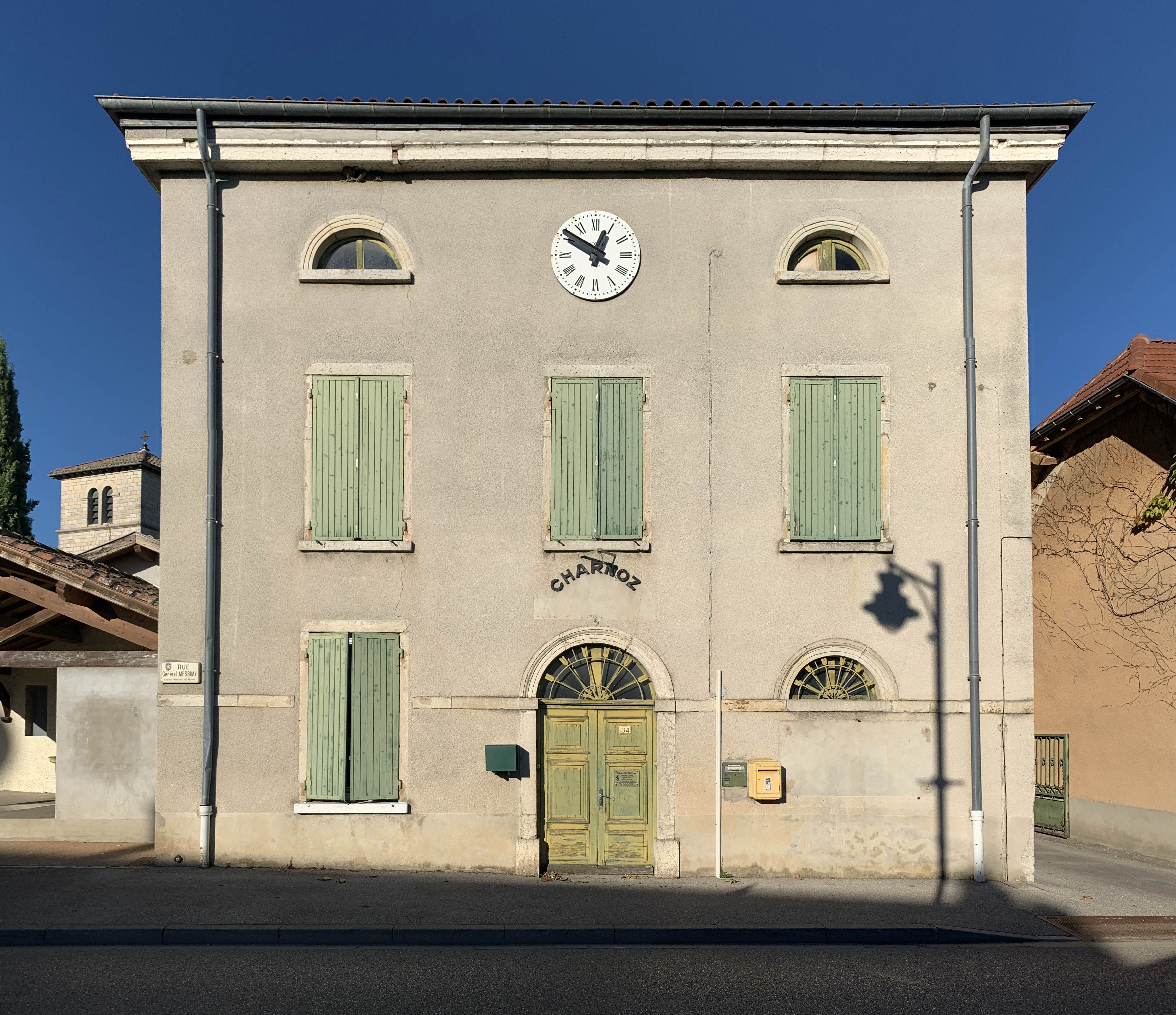
Ehemaliges Rasthaus
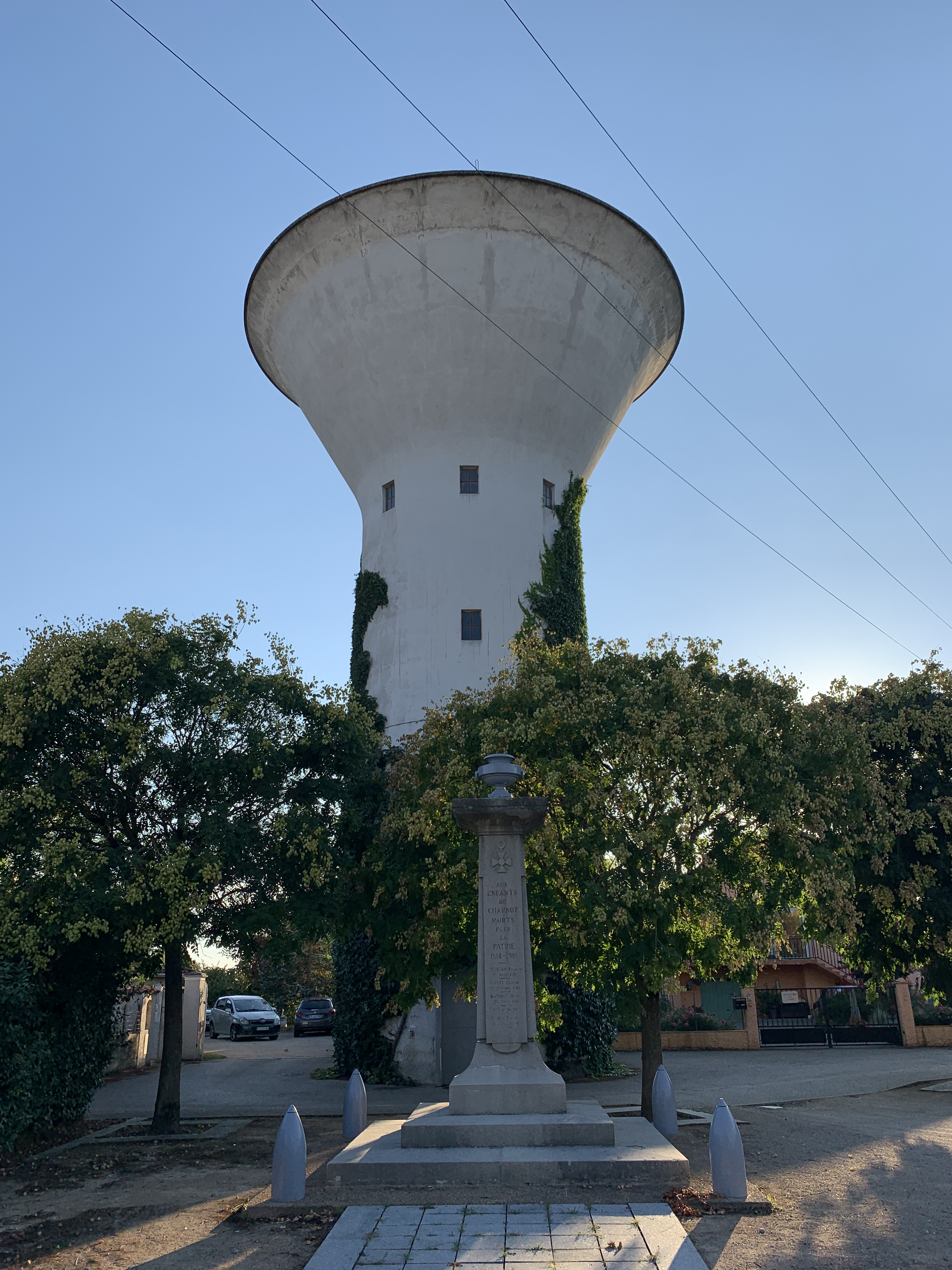
Wasserturm
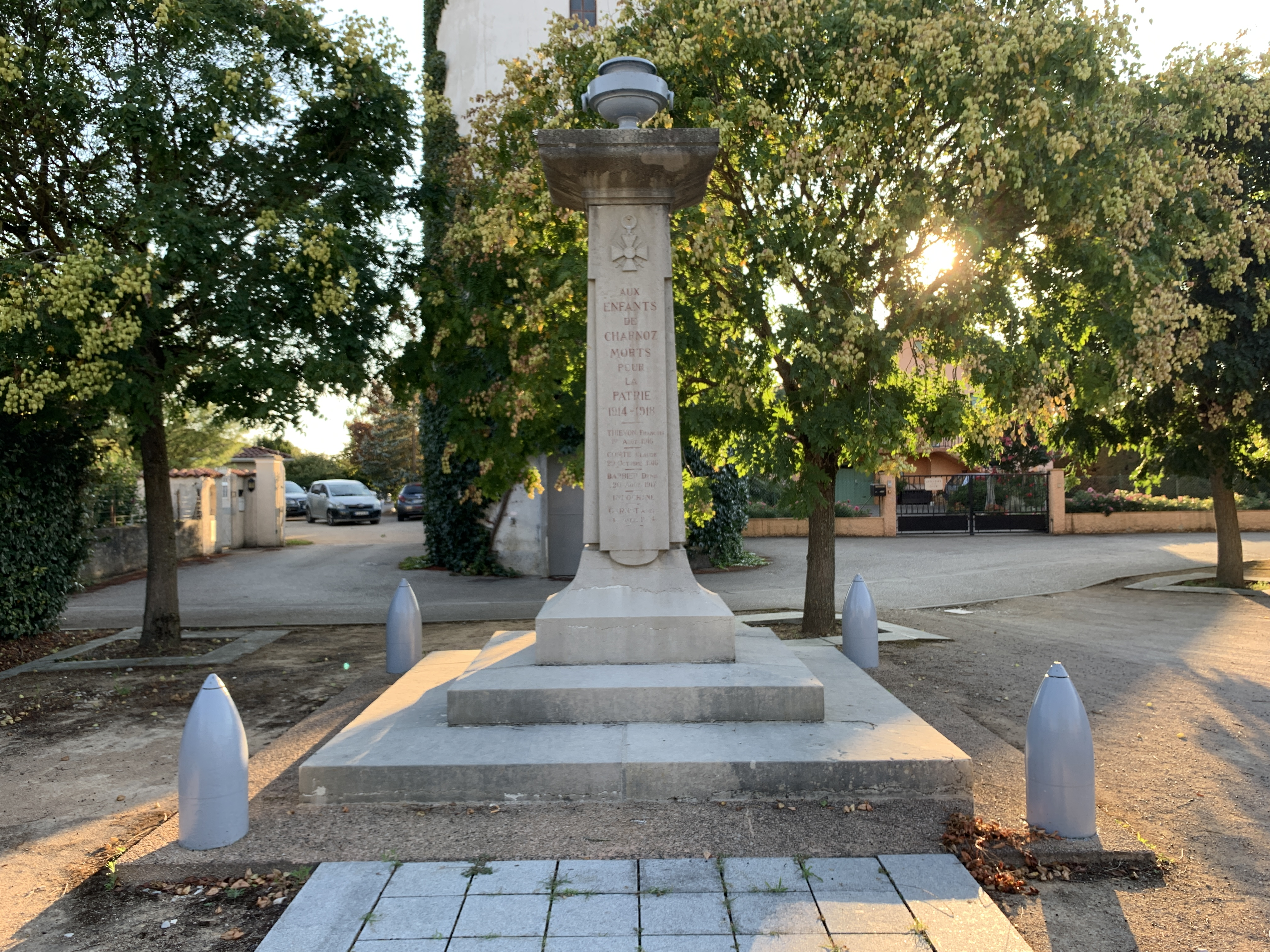
Gefallenendenkmal

## Persönlichkeiten
- Adolphe Messimy (1869–1935), Politiker, Minister für Kolonien und Kriegsminister, Armeegeneral